# Eulithis constricta
Eulithis constricta là một loài bướm đêm trong họ Geometridae.